# Aplocera impuncta
Aplocera impuncta là một loài bướm đêm trong họ Geometridae.